# Wielgoszcz (Kiedrowice)
Wielgoszcz (dodatkowa nazwa w j. kaszub. Wielgòszcz) – część wsi Kiedrowice w Polsce, położona w województwie pomorskim, w powiecie bytowskim, w gminie Lipnica. Wchodzi w skład sołectwa Kiedrowice.
W latach 1975–1998 Wielgoszcz administracyjnie należał do województwa słupskiego.